# Saeksan Or. Kwanmuang
Saeksan Or. Kwanmuang (เสกสรร อ.ขวัญเมือง) es un peleador de Muay Thai tailandés que actualmente compite en la categoría de peso gallo de ONE Championship.

## Carrera de Muay Thai
Saeksan empezó a entrenar Muay Thai en un campamento cerca de su casa a los 9. Se introdujo en el deporte por su padre y su hermano mayor, que también es un peleador.
Saeksan es conocido como un peleador Muay Bouk (un peleador de Muay Thai que siempre va para adelante y mayormente enfocado en golpear agresivamente y conectar combinaciones de codazos); este estilo de pelea ayudó a darse a conocer en el circuito, recibiendo el apodo de Kon Mai Yom Kon (El Hombre Que No Cede Ante Nadie).
El 15 de noviembre de 2018, Saeksan Or. Kwanmuang ganó el título de peso ligero (135 libras) del Rajadamnern contra Panpayak Sitchefboontham. El 29 de mayo de 2019, Saeksan defendió su título de peso ligero contra Kaonar Sor.Jor.Tongprajin. El 5 de marzo de 2020, defendió exitosamente su título contra Thanonchai Thanakorngym, ganando por KO en el tercer asalto.

### ONE Championship

#### 2023
Saeksan hizo su debut en la promoción contra Tyson Harrison el 20 de enero de 2023, en ONE Friday Fights 1. Ganó la pelea por decisión dividida. Esta victoria lo hizo merecedor de su primer premio de Actuación de la Noche.
Saeksan enfrentó a Silviu Vitez el 17 de marzo de 2023, en ONE Friday Fights 9. Ganó la pelea por decisión unánime. Esta victoria lo hizo merecedor de su segundo premio de Actuación de la Noche.
Saeksan enfrentó a Sean Clancy a 28 de abril de 2023, en ONE Friday Fights 14. Ganó la pelea por TKO en el segundo asalto. Esta victoria lo hizo merecedor de su tercer premio de Actuación de la Noche.
Saeksan enfrentó a Nathan Bendon el 23 de junio de 2023, en ONE Friday Fights 22. Ganó la pelea por decisión unánime. Esta victoria lo hizo merecedor de su primer bono doble de Actuación de la Noche.
Saeksan enfrentó a Isaac Araya el 18 de agosto de 2023, en ONE Friday Fights 29. Ganó la pelea por TKO en el segundo asalto. Esta victoria lo hizo merecedor de su quinto premio de Actuación de la Noche.
Saeksan enfrentó a Amir Naseri el 22 de septiembre de 2023, en ONE Friday Fights 34. Ganó la pelea por decisión unánime.
Saeksan enfrentó a Karim Bennoui el 4 de noviembre de 2023, en ONE Fight Night 16. Ganó la pelea por decisión unánime.
Saeksan enfrentar a River Daz el 22 de diciembre de 2023, en ONE Friday Fights 46. Ganó la pelea por decisión dividida.

#### 2024
Saeksan enfrentó a Yutaro Asahi el 5 de abril de 2024, en ONE Friday Fights 58.
Saeksan enfrentó a Liam Harrison el 6 de septiembre de 2024, en ONE 168. Ganó la pelea por decisión unánime. Esta victoria lo hizo merecedor de su sexto premio de Actuación de la Noche.

## Campeonatos y logros
- ONE Championship
  - Actuación de la Noche de ONE (Seis veces) vs. Tyson Harrison, Silviu Vitez, Sean Clancy, Nathan Bendon, Isaac Araya y Liam Harrison[5][6][7]

- Sports Authority of Thailand
  - Peleador del Año 2015 de Sports Authority of Thailand
- Rajadamnern Stadium
  - Pelea del Año 2011 del Rajadamnern Stadium (vs. Kaimukkao Por.Thairongruangkamai)
  - Pelea del Año 2012 del Rajadamnern Stadium (22 de diciembre vs. Singtongnoi Por.Telakun)[8]
  - Pelea del Año 2015 del Rajadamnern Stadium (12 de febrero vs. Thanonchai Thanakorngym)
  - Peleaodr del Año 2015 del Rajadamnern Stadium
  - Campeonato de Peso Ligero del Rajadamnern Stadium (135 lbs)
  - Pelea del Año 2019 del Rajadamnern Stadium (12 de septiembre vs. Rodtang Jitmuangnon)
- Siam Omnoi Stadium
  - Campeonato de 140 libras de Omnoi Stadium de 2020
- WBC Muaythai
  - Campeonato Mundial de Peso Súper Ligero de WBC Muaythai de 2018 (140 lbs)
  - Pelea del Año 2018 de WBC Muay Thai (26 de febrero vs. Panpayak Sitchefboontham)
- IBF Muaythai
  - Campeonato Mundial de Peso Ligero de IBF Muaythai de 2017 (135 lbs)
- Kunlun Fight
  - Campeonato del Torneo de 61.5kg de Kunlun Fight de 2017[9]
- Muay Thai Warriors
  - Campeonato de Peso Pluma de Muay Thai Warriors de 2012[10]
    - Dos defensas titulares exitosas
- Channel 7 Boxing Stadium
  - Campeonato de Peso Súper Gallo (122 lbs) de Channel 7

## Récord en Muay Thai
| Récord en Muay Thai                                                                                          | Récord en Muay Thai | Récord en Muay Thai              | Récord en Muay Thai                                       | Récord en Muay Thai                 | Récord en Muay Thai                | Récord en Muay Thai | Récord en Muay Thai |
| --- | ------------------- | -------------------------------- | --------------------------------------------------------- | ----------------------------------- | ---------------------------------- | ------------------- | ------------------- |
| 202 Victorias, 75 Derrotas, 8 Empates                                                                        |                     |                                  |                                                           |                                     |                                    |                     |                     |
| Fecha | Resultado           | Oponente                         | Evento                                                    | Localización                        | Método                             | Ronda               | Tiempo              |
| 06-09-2024                                                                                                   | Victoria            | Liam Harrison                    | ONE 168                                                   | Denver, Colorado                    | TKO (3 Knockdowns)                 | 2                   | 1.49                |
| 05-04-2024                                                                                                   | Derrota             | Yutaro Asahi                     | ONE Friday Fights 58                                      | Bangkok, Tailandia                  | Decisión (Unánime)                 | 3                   | 3:00                |
| 22-12-2023                                                                                                   | Victoria            | River Daz                        | ONE Friday Fights 46                                      | Bangkok, Tailandia                  | Decisión (Dividida)                | 3                   | 3:00                |
| 04-11-2023                                                                                                   | Victoria            | Karim Bennoui                    | ONE Fight Night 16                                        | Bangkok, Tailandia                  | Decisión (Unánime)                 | 3                   | 3:00                |
| 22-09-2023                                                                                                   | Victoria            | Amir Naseri                      | ONE Friday Fights 34, Lumpinee Stadium                    | Bangkok, Tailandia                  | Decisión (Unánime)                 | 3                   | 3:00                |
| 18-08-2023                                                                                                   | Victoria            | Isaac Araya                      | ONE Friday Fights 29, Lumpinee Stadium                    | Bangkok, Tailandia                  | TKO (Cross de Derecha)             | 2                   | 0:46                |
| 23-06-2023                                                                                                   | Victoria            | Nathan Bendon                    | ONE Friday Fights 22, Lumpinee Stadium                    | Bangkok, Tailandia                  | Decisión (Unánime)                 | 3                   | 3:00                |
| 28-04-2023                                                                                                   | Victoria            | Sean Clancy                      | ONE Friday Fights 14, Lumpinee Stadium                    | Bangkok, Tailandia                  | TKO (Paro Médico/Corte)            | 2                   |                     |
| 17-03-2023                                                                                                   | Victoria            | Silviu Vitez                     | ONE Friday Fights 9, Lumpinee Stadium                     | Bangkok, Tailandia                  | Decisión (Unánime)                 | 3                   | 3:00                |
| 20-01-2023                                                                                                   | Victoria            | Tyson Harrison                   | ONE Friday Fights 1, Lumpinee Stadium                     | Bangkok, Tailandia                  | Decisión (Dividida)                | 3                   | 3:00                |
| 2022-12-06                                                                                                   | Victoria            | Khunhanlek Kiatcharoenchai       | Muay Thai Lumpinee Pitaktam, Lumpinee Stadium             | Bangkok, Tailandia                  | Decisión                           | 5                   | 3:00                |
| 2022-11-06                                                                                                   | Empate              | Lao Chetra                       | Kun Khmer All Star                                        | Nom Pen, Camboya                    | Decisión                           | 3                   | 3:00                |
| 2022-09-22                                                                                                   | Victoria            | Prabsuk Siopol                   |                                                           | Provimcia de Surat Thani, Tailandia | Decisión                           | 5                   | 3:00                |
| 2022-08-02                                                                                                   | Victoria            | Petchmuangsri Tded99             | Birthday Pitaktham Super Fight                            | Provincia de Songkhla, Tailandia    | Decisión                           | 5                   | 3:00                |
| 2022-06-15                                                                                                   | Victoria            | Mathias Gallo Cassarino          | Palangmai, Rajadamnern Stadium                            | Bangkok, Tailandia                  | Decisión                           | 5                   | 3:00                |
| 2022-05-21                                                                                                   | Empate              | Lao Chetra                       |                                                           | Pahang, Malasia                     | Decisión                           | 5                   | 3:00                |
| 2022-04-23                                                                                                   | Derrota             | Nico Carrillo                    | Siam Warriors                                             | Cork City, Irlandia                 | Decisión (Unánime)                 | 5                   | 3:00                |
| 2022-03-11                                                                                                   | Victoria            | Petchmahachon Jitmuangnon        | Pitaktham + Sor.Sommai + Palangmai                        | Provincia de Songkhla, Tailandia    | Decisión                           | 5                   | 3:00                |
| 2021-12-30                                                                                                   | Derrota             | Patakthep Pakbangkakaw           | Muay Thai SAT Super Fight WiteetinThai                    | Phuket, Thailand                    | Decisión                           | 5                   | 3:00                |
| 2021-11-26                                                                                                   | Derrota             | Thanonchai Fairtex               | Muay Thai Moradok Kon Thai + Rajadamnern Super Fight      | Buriram, Tailandia                  | Decisión                           | 5                   | 3:00                |
| 2021-10-03                                                                                                   | Derrota             | Kulabdam Sor.Jor.Piek-U-Thai     | Channel 7 Stadium                                         | Bangkok, Tailandia                  | Decisión                           | 5                   | 3:00                |
| 2021-04-02                                                                                                   | Derrota             | Petchmahachon Jitmuangnon        | Pitaktam, Lumpinee Stadium                                | Bangkok, Tailandia                  | Decisión                           | 5                   | 3:00                |
| 2020-11-17                                                                                                   | Derrota             | Yodlekpet Or. Pitisak            | Sor.Sommai, CentralPlaza Nakhon Ratchasima                | Nakhon Ratchasima, Tailandia        | Decisión                           | 5                   | 3:00                |
| 2020-10-10                                                                                                   | Derrota             | Kongklai AnnyMuayThai            | Siam Omnoi Stadium                                        | Bangkok, Tailandia                  | Decisión (Unánime)                 | 5                   | 3:00                |
| Perdió el título de 140 libras de Siam Omnoi Stadium.                                                        |                     |                                  |                                                           |                                     |                                    |                     |                     |
| 2020-09-10                                                                                                   | Derrota             | Kongklai AnnyMuayThai            | Sor.Sommai Birthday, Rajadamnern Stadium                  | Bangkok, Tailandia                  | KO (Cross de Derecha)              | 4                   |                     |
| 2020-07-18                                                                                                   | Victoria            | Thanonchai Thanakorngym          | Siam Omnoi Stadium                                        | Bangkok, Tailandia                  | Decisión                           | 5                   | 3:00                |
| Ganó el título vacante de 140 libras de Siam Omnoi Stadium.                                                  |                     |                                  |                                                           |                                     |                                    |                     |                     |
| 2020-03-05                                                                                                   | Victoria            | Thanonchai Thanakorngym          | Rajadamnern Stadium                                       | Bangkok, Tailandia                  | KO (Codazo Derecho)                | 3                   |                     |
| Ganó el título vacante de 135 libras de Rajadamnern Stadium.                                                 |                     |                                  |                                                           |                                     |                                    |                     |                     |
| 2020-01-31                                                                                                   | Victoria            | Thanonchai Thanakorngym          | Phuket Super Fight Real Muay Thai                         | Mueang Phuket District, Tailandia   | Decisión                           | 5                   | 3:00                |
| 2019-12-23                                                                                                   | Derrota             | Rungkit Wor.Sanprapai            | Rajadamnern Stadium                                       | Bangkok, Tailandia                  | Decisión (Unánime)                 | 5                   | 3:00                |
| 2019-11-07                                                                                                   | Derrota             | Kaonar P.K.SaenchaiMuaythaiGym   | Ruamponkon Prachin                                        | Prachinburi, Tailandia              | Decisión                           | 5                   | 3:00                |
| 2019-09-12                                                                                                   | Derrota             | Rodtang Jitmuangnon              | Rajadamnern Stadium                                       | Bangkok, Tailandia                  | Decisión (Unánime)                 | 5                   | 3:00                |
| 2019-08-16                                                                                                   | Derrota             | Rodtang Jitmuangnon              | Supit + Sor. Sommai Birthday Fights                       | Songkhla, Thailand                  | Decisión                           | 5                   | 3:00                |
| 2019-07-21                                                                                                   | Derrota             | Taiju Shiratori                  | Rise World Series 2019 Semi Finals                        | Osaka, Japón                        | Decisión (Unánime)                 | 3                   | 3:00                |
| 2019-05-29                                                                                                   | Victoria            | Kaonar P.K.SaenchaiMuaythaiGym   | Rajadamnern Stadium                                       | Bangkok, Tailandia                  | Decisión                           | 5                   | 3:00                |
| Defendió el título de peso ligero (135 libras) de Rajadamnern Stadium.                                       |                     |                                  |                                                           |                                     |                                    |                     |                     |
| 2019-03-10                                                                                                   | Victoria            | Taiga                            | Rise World Series 2019 First Round                        | Tokio, Japón                        | Decisión (Unánime)                 | 3                   | 3:00                |
| 2018-12-20                                                                                                   | Victoria            | Yodlekpet Or. Pitisak            | Rajadamnern Stadium                                       | Bangkok, Tailandia                  | Decisión                           | 5                   | 3:00                |
| 2018-11-15                                                                                                   | Victoria            | Panpayak Sitchefboontham         | Rajadamnern Stadium                                       | Bangkok, Tailandia                  | Decisión                           | 5                   | 3:00                |
| Ganó el título vacante de peso ligero (135 libras) de Rajadamnern Stadium.                                   |                     |                                  |                                                           |                                     |                                    |                     |                     |
| 2018-09-27                                                                                                   | Derrota             | Kaonar P.K.SaenchaiMuaythaiGym   | Rajadamnern Stadium                                       | Bangkok, Tailandia                  | Decisión                           | 5                   | 3:00                |
| 2018-09-04                                                                                                   | Victoria            | Muangthai PKSaenchaimuaythaigym  | Lumpinee Stadium                                          | Bangkok, Tailandia                  | Decisión                           | 5                   | 3:00                |
| 2018-07-25                                                                                                   | Derrota             | Kaonar P.K.SaenchaiMuaythaiGym   | Rajadamnern Stadium                                       | Bangkok, Tailandia                  | Decisión                           | 5                   | 3:00                |
| 2018-06-28                                                                                                   | Empate              | Kaonar P.K.SaenchaiMuaythaiGym   | Rajadamnern Stadium                                       | Bangkok, Tailandia                  | Decisión                           | 5                   | 3:00                |
| 2018-05-13                                                                                                   | Derrota             | Zhao Chongyang                   | Kunlun Fight 74 - 61.5kg 8 Man Tournament, Quarter Finals | Jinan, China                        | Decisión (Mayoritaria)             | 3                   | 3:00                |
| 2018-04-28                                                                                                   | Victoria            | Rodlek PKSaenchaimuaythaigym     | Phoenix 7 Phuket, Patong Boxing Stadium                   | Phuket, Tailandia                   | Decisión                           | 5                   | 3:00                |
| Ganó el Campeonato Mundial de Peso Súper Ligero de WBC Muaythai.                                             |                     |                                  |                                                           |                                     |                                    |                     |                     |
| 2018-03-22                                                                                                   | Victoria            | Panpayak Sitchefboontham         | Rajadamnern Stadium                                       | Bangkok, Tailandia                  | Decisión                           | 5                   | 3:00                |
| 2018-02-26                                                                                                   | Derrota             | Panpayak Sitchefboontham         | Rajadamnern Stadium                                       | Bangkok, Tailandia                  | Decisión                           | 5                   | 3:00                |
| Por el Campeonato Mundial de Peso Ligero de WBC Muaythai y el Campeonato de Peso Ligero de Phoenix Fighting. |                     |                                  |                                                           |                                     |                                    |                     |                     |
| 2017-12-21                                                                                                   | Victoria            | Panpayak Sitchefboontham         | Rajadamnern Stadium                                       | Bangkok, Tailandia                  | Decisión                           | 5                   | 3:00                |
| Ganó el Campeonato Mundial de Peso Ligero de IBF Muaythai.                                                   |                     |                                  |                                                           |                                     |                                    |                     |                     |
| 2017-11-05                                                                                                   | Victoria            | Wang Wenfeng                     | Kunlun Fight 66 - 61.5 kg 8 Man Tournament,Final          | Wuhan, China                        | Decisión (Mayoritaria)             | 3                   | 3:00                |
| Ganó el Torneo de 61.5kg de Kunlun Fight.                                                                    |                     |                                  |                                                           |                                     |                                    |                     |                     |
| 2017-11-05                                                                                                   | Victoria            | Jiao Daobo                       | Kunlun Fight 66 - 61.5 kg 8 Man Tournament,Semi Finals    | Wuhan, China                        | Decisión (Unánime)                 | 3                   | 3:00                |
| 2017-11-05                                                                                                   | Victoria            | Yang Guang                       | Kunlun Fight 66 - 61.5 kg 8 Man Tournament,Quarter Finals | Wuhan, China                        | Decisión (Unánime)                 | 3                   | 3:00                |
| 2017-09-10                                                                                                   | Victoria            | Rodlek Jaotalaytong              | Phetchbuncha Stadium                                      | Ko Samui, Thailand                  | Decisión                           | 5                   | 3:00                |
| 2017-08-07                                                                                                   | Derrota             | Chadd Collins                    | Rajadamnern Stadium                                       | Bangkok, Tailandia                  | Decisión                           | 5                   | 3:00                |
| 2017-07-14                                                                                                   | Victoria            | Muangthai PKSaenchaimuaythaigym  |                                                           | Ko Samui, Thailand                  | Decisión                           | 5                   | 3:00                |
| 2017-05-31                                                                                                   | Derrota             | Panpayak Jitmuangnon             | Rajadamnern Stadium                                       | Bangkok, Tailandia                  | Decisión                           | 5                   | 3:00                |
| 2017-05-03                                                                                                   | Victoria            | Superbank Mor Ratanabandit       | Rajadamnern Stadium                                       | Bangkok, Tailandia                  | Decisión                           | 5                   | 3:00                |
| 2017-02-22                                                                                                   | Derrota             | Rodlek Jaotalaytong              | Rajadamnern Stadium                                       | Bangkok, Tailandia                  | Decisión                           | 5                   | 3:00                |
| 2017-01-26                                                                                                   | Empate              | Superbank Mor Ratanabandit       | Rajadamnern Stadium                                       | Bangkok, Tailandia                  | Decisión                           | 5                   | 3:00                |
| 2016-12-22                                                                                                   | Victoria            | Yodlekpet Or. Pitisak            | Rajadamnern Stadium                                       | Bangkok, Tailandia                  | Decisión                           | 5                   | 3:00                |
| 2016-11-14                                                                                                   | Derrota             | Superlek Kiatmuu9                | Rajadamnern Stadium                                       | Bangkok, Tailandia                  | Decisión                           | 5                   | 3:00                |
| 2016-09-23                                                                                                   | Derrota             | Superlek Kiatmuu9                | Lumpinee Stadium                                          | Bangkok, Tailandia                  | Decisión                           | 5                   | 3:00                |
| Por el Campeonato Mundial de Peso Súper Pluma de WBC Muaythai.                                               |                     |                                  |                                                           |                                     |                                    |                     |                     |
| 2016-08-05                                                                                                   | Victoria            | Rodlek Jaotalaytong              | Kiatpetch Show                                            | Hat Yai, Thailand                   | Decisión                           | 5                   | 3:00                |
| 2016-07-03                                                                                                   | Victoria            | Sammon Decker                    | MAX Muay Thai Stadium                                     | Pattaya, Thailand                   | Decisión                           | 5                   | 3:00                |
| 2016-06-03                                                                                                   | Derrota             | Rodlek Jaotalaytong              | Lumpinee Stadium                                          | Bangkok, Tailandia                  | Decisión                           | 5                   | 3:00                |
| 2016-02-24                                                                                                   | Victoria            | Thaksinlek Kiatniwat             | Rajadamnern Stadium                                       | Bangkok, Tailandia                  | Decisión                           | 5                   | 3:00                |
| 2016-01-24                                                                                                   | Derrota             | Thanonchai Thanakorngym          | Samui Festival                                            | Koh Samui, Thailand                 | Decisión                           | 5                   | 3:00                |
| 2015-12-23                                                                                                   | Derrota             | Sangmanee Sor Tienpo             | Rajadamnern Stadium                                       | Bangkok, Tailandia                  | Decisión                           | 5                   | 3:00                |
| 2015-11-10                                                                                                   | Victoria            | Muangthai PKSaenchaimuaythaigym  | Lumpinee Stadium                                          | Bangkok, Tailandia                  | Decisión                           | 5                   | 3:00                |
| 2015-09-10                                                                                                   | Victoria            | Genji Umeno                      | Rajadamnern Stadium                                       | Bangkok, Tailandia                  | Decisión                           | 5                   | 3:00                |
| 2015-08-13                                                                                                   | Victoria            | Songkom Nayoksanya               | Rajadamnern Stadium                                       | Bangkok, Tailandia                  | Decisión                           | 5                   | 3:00                |
| 2015-07-01                                                                                                   | Victoria            | Andrei Zayats                    | T-One Muay Thai                                           | Beijing, China                      | TKO (Rodilazo Izquierdo al Cuerpo) | 3                   | 0:20                |
| 2015-06-04                                                                                                   | Empate              | Thanonchai Thanakorngym          | Rajadamnern Stadium                                       | Bangkok, Tailandia                  | Decisión                           | 5                   | 3:00                |
| 2015-05-01                                                                                                   | Victoria            | Muangthai PKSaenchaimuaythaigym  |                                                           | Thailand                            | Decisión                           | 5                   | 3:00                |
| 2015-02-12                                                                                                   | Derrota             | Thanonchai Thanakorngym          | Rajadamnern Stadium                                       | Bangkok, Tailandia                  | Decisión                           | 5                   | 3:00                |
| 2014-12-24                                                                                                   | Victoria            | Songkom Nayoksanya               | Rajadamnern Stadium                                       | Bangkok, Tailandia                  | Decisión                           | 5                   | 3:00                |
| 2014-11-25                                                                                                   | Derrota             | Phetmorakot Wor Sangprapai       | Lumpinee Stadium                                          | Bangkok, Tailandia                  | Decisión                           | 5                   | 3:00                |
| 2014-09-11                                                                                                   | Victoria            | Kongsak Saenchaimuaythaigym      | Rajadamnern Stadium                                       | Bangkok, Tailandia                  | Decisión                           | 5                   | 3:00                |
| 2014-08-13                                                                                                   | Victoria            | Phetmorakot Wor Sangprapai       | Rajadamnern Stadium                                       | Bangkok, Tailandia                  | Decisión                           | 5                   | 3:00                |
| 2014-06-12                                                                                                   | Empate              | Superbank Mor Ratanabandit       | Rajadamnern Stadium                                       | Bangkok, Tailandia                  | Decisión                           | 5                   | 3:00                |
| 2014-05-02                                                                                                   | Derrota             | Pakorn PKSaenchaimuaythaigym     | Lumpinee Stadium                                          | Bangkok, Tailandia                  | Decisión                           | 5                   | 3:00                |
| 2014-04-04                                                                                                   | Victoria            | Pakorn PKSaenchaimuaythaigym     | Petyindee and Onesongchai Promotions                      | Songkla, Thailand                   | Decisión                           | 5                   | 3:00                |
| 2013-11-08                                                                                                   | Victoria            | Penake Sitnumnoi                 | Lumpinee Stadium                                          | Bangkok, Tailandia                  | KO (Overhand Right)                | 2                   | 1:40                |
| 2013-10-11                                                                                                   | Victoria            | Kaimukkao Por.Thairongruangkamai | Lumpinee Stadium                                          | Bangkok, Tailandia                  | KO (Codazo Izquierdo)              | 1                   | 3:00                |
| 2013-07-26                                                                                                   | Victoria            | Kuan Shunping                    | Muay Thai Warriors                                        | Bangkok, Tailandia                  | KO (Jumping Knee al Cuerpo)        | 1                   | 2:20                |
| Defendió el título de 136 libra de Muay Thai Warriors.                                                       |                     |                                  |                                                           |                                     |                                    |                     |                     |
| 2013-05-31                                                                                                   | Victoria            | Detnarong Wor Sangprapai         | Petyindee and Onesongchai Promotions                      | Koh Samui, Thailand                 | Decisión                           | 5                   | 3:00                |
| 2013-05-10                                                                                                   | Derrota             | Petpanomrung Kiatmuu9            | Lumpinee Stadium                                          | Bangkok, Tailandia                  | Decisión                           | 5                   | 3:00                |
| 2013-04-05                                                                                                   | Victoria            | Stephen Meleady                  | Muay Thai Warriors                                        | China                               | KO (Codazo Giratorio)              | 4                   | 0:52                |
| Defendió el título de 136 libra de Muay Thai Warriors.                                                       |                     |                                  |                                                           |                                     |                                    |                     |                     |
| 2013-02-21                                                                                                   | Victoria            | Singtongnoi Por.Telakun          | Rajadamnern Stadium                                       | Bangkok, Tailandia                  | Decisión                           | 5                   | 3:00                |
| 2012-12-24                                                                                                   | Empate              | Pettawee Sor Kittichai           | Rajadamnern Stadium                                       | Bangkok, Tailandia                  | Decisión                           | 5                   | 3:00                |
| 2012-11-30                                                                                                   | Derrota             | Singtongnoi Por.Telakun          | Lumpinee Stadium                                          | Bangkok, Tailandia                  | Decisión                           | 5                   | 3:00                |
| 2012-11-09                                                                                                   | Victoria            | Singtongnoi Por.Telakun          | Lumpinee Stadium                                          | Bangkok, Tailandia                  | Decisión                           | 5                   | 3:00                |
| 2012-09-12                                                                                                   | Derrota             | Kongsak Saenchaimuaythaigym      | Rajadamnern Stadium                                       | Bangkok, Tailandia                  | Decisión                           | 5                   | 3:00                |
| 2012-08-19                                                                                                   | Victoria            | Sergio Wielzen                   | Muay Thai Warriors                                        | China                               | KO (Codazo Derecho)                | 3                   |                     |
| Ganó el título vacante de 136 libras de Muay Thai Warriors.                                                  |                     |                                  |                                                           |                                     |                                    |                     |                     |
| 2012-05-17                                                                                                   | Victoria            | Yodwicha Por Boonsit             | Rajadamnern Stadium                                       | Bangkok, Tailandia                  | Decisión                           | 5                   | 3:00                |
| 2012-04-03                                                                                                   | Victoria            | Thongchai Sitsongpeenong         | Lumpinee Stadium                                          | Bangkok, Tailandia                  | Decisión                           | 5                   | 3:00                |
| 2012-03-09                                                                                                   | Victoria            | Thongchai Sitsongpeenong         | Lumpinee Stadium                                          | Bangkok, Tailandia                  | Decisión                           | 5                   | 3:00                |
| 2012-01-17                                                                                                   | Derrota             | Penake Sitnumnoi                 | Lumpinee Stadium                                          | Bangkok, Tailandia                  | Decisión                           | 5                   | 3:00                |
| 2011-12-22                                                                                                   | Derrota             | Singtongnoi Por.Telakun          | Rajadamnern Stadium                                       | Bangkok, Tailandia                  | Decisión                           | 5                   | 3:00                |
| 2011-09-01                                                                                                   | Victoria            | Kaimukkao Por.Thairongruangkamai | Rajadamnern Stadium                                       | Bangkok, Tailandia                  | KO (Derecha Recta)                 | 2                   | 1:10                |
| 2011-04-28                                                                                                   | Derrota             | Tapaotong Eminentair             | Rajadamnern Stadium                                       | Bangkok, Tailandia                  | Decisión                           | 5                   | 3:00                |
| 2011-03-31                                                                                                   | Derrota             | Rungruanglek Lukprabat           | Rajadamnern Stadium                                       | Bangkok, Tailandia                  | Decisión                           | 5                   | 3:00                |
| 2010-12-23                                                                                                   | Victoria            | Farsung Sor.Tawanrong            | Rajadamnern Stadium Birthday event                        | Bangkok, Tailandia                  | TKO                                | 2                   |                     |
| 2010-09-03                                                                                                   | Victoria            | Ritidet Wor. Wanthavee           | Lumpinee Stadium                                          | Bangkok, Tailandia                  | Decisión                           | 5                   | 3:00                |
| 2010-06-27                                                                                                   | Empate              | Ritidet Wor. Wanthavee           | Channel 7 Stadium                                         | Bangkok, Tailandia                  | Decisión                           | 5                   | 3:00                |
| 2010-04-25                                                                                                   | Derrota             | Kaodaeng SuraphitFarm            | Channel 7 Stadium                                         | Bangkok, Tailandia                  | Decisión                           | 5                   | 3:00                |
| 2010-03-07                                                                                                   | Victoria            | Metawee Wor.Sangprapai           | Channel 7 Stadium                                         | Bangkok, Tailandia                  | Decisión                           | 5                   | 3:00                |
| Ganó el cinturón de 122 libras de Channel 7 Stadium.                                                         |                     |                                  |                                                           |                                     |                                    |                     |                     |
| 2009-11-23                                                                                                   | Loss                | Tomas Sor. Chaijaroen            | Rajadamnern Stadium                                       | Bangkok, Tailandia                  | Decisión                           | 5                   | 3:00                |
| 2009-10-12                                                                                                   | Victoria            | Lookton Aikbangzai               | Rajadamnern Stadium                                       | Bangkok, Tailandia                  | Decisión                           | 5                   | 3:00                |
| 2009-08-31                                                                                                   | Victoria            | Rungrat Tor.Pitakkonkan          | Rajadamnern Stadium                                       | Bangkok, Tailandia                  | Decisión                           | 5                   | 3:00                |
| 2009-05-25                                                                                                   | Victoria            | Tomas Sor. Chaijaroen            | Rajadamnern Stadium                                       | Bangkok, Tailandia                  | Decisión                           | 5                   | 3:00                |
| 2009-05-01                                                                                                   | Victoria            | Nongbeer Choknamwong             | Lumpinee Stadium                                          | Bangkok, Tailandia                  | Decisión                           | 5                   | 3:00                |
| 2009-02-02                                                                                                   | Victoria            | Jampatong Mueangsima             | Rajadamnern Stadium                                       | Bangkok, Thailand                   | Decisión                           | 5                   | 3:00                |
| 2008-12-10                                                                                                   | Victoria            | Doungpichid Or. Siripon          | Rajadamnern Stadium                                       | Bangkok, Tailandia                  | Decisión                           | 5                   | 3:00                |
| 2008-09-19                                                                                                   | Victoria            | Kongsak Sitboonmee               | Lumpinee Stadium                                          | Bangkok, Tailandia                  | Decisión                           | 5                   | 3:00                |
| 2008-07-29                                                                                                   | Victoria            | Natthapon Por Puanruamsang       | Phetyindee Fights, Lumpinee Stadium                       | Bangkok, Tailandia                  | Decisión                           | 5                   | 3:00                |
| 2008-05-02                                                                                                   | Victoria            | Liemphet Sitboonmee              | Lumpinee Stadium                                          | Bangkok, Tailandia                  | Decisión                           | 5                   | 3:00                |
| 2008-03-11                                                                                                   | Victoria            | Kaotam Lookprabaht               | Wanboonya Fights, Lumpinee Stadium                        | Bangkok, Tailandia                  | Decisión                           | 5                   | 3:00                |
| 2008-02-13                                                                                                   | Derrota             | Sitthichai Sitsongpeenong        | Sor Sommay Fights, Rajadamnern Stadium                    | Bangkok, Tailandia                  | Decisión                           | 5                   | 3:00                |
| 2007-12-14                                                                                                   | Derrota             | Chanasuk Sitpalangnum            | Phetsupapan, Lumpinee Stadium                             | Bangkok, Tailandia                  | Decisión                           | 5                   | 3:00                |
| 2007-09-28                                                                                                   | Derrota             | Pongsiri Por.Siripong            | Lumpinee Stadium                                          | Bangkok, Tailandia                  | Decisión                           | 5                   | 3:00                |
| Por el título de 112 libras de Tailandia.                                                                    |                     |                                  |                                                           |                                     |                                    |                     |                     |
| 2007-07-23                                                                                                   | Victoria            | Silarit Sor.Suradeth             | Rajadamnern Stadium                                       | Bangkok, Tailandia                  | Decisión                           | 5                   | 3:00                |
| 2007-06-22                                                                                                   | Victoria            | Pongsiri Por.Siripong            | Phetsupapan, Lumpinee Stadium                             | Bangkok, Tailandia                  | Decisión                           | 5                   | 3:00                |
| 2007-04-23                                                                                                   | Victoria            | Pongsiri Por.Siripong            | Rajadamnern Stadium                                       | Bangkok, Tailandia                  | Decisión                           | 5                   | 3:00                |
| 2007-03-23                                                                                                   | Victoria            | Mungkornkhao Sor.Saksan          | Lumpinee Stadium                                          | Bangkok, Tailandia                  | Decisión                           | 5                   | 3:00                |
| 2006-12-08                                                                                                   | Victoria            | Tawanchay Sakhiranchai           | Lumpinee Stadium                                          | Bangkok, Tailandia                  | Decisión                           | 5                   | 3:00                |
| 2006-10-13                                                                                                   | Victoria            | Sanganan Lookbanyai              | Lumpinee Stadium                                          | Bangkok, Tailandia                  | Decisión                           | 5                   | 3:00                |
| 2006-08-28                                                                                                   | Victoria            | Wanchailak Kiatphukham           | Lumpinee Stadium                                          | Bangkok, Tailandia                  | Decisión                           | 5                   | 3:00                |
| 2006-04-07                                                                                                   | Victoria            | Wanchailak Kiatphukham           | Lumpinee Stadium                                          | Bangkok, Tailandia                  | Decisión                           | 5                   | 3:00                |
| 2006-03-17                                                                                                   | Victoria            | Wanchailak Kiatphukham           | Lumpinee Stadium                                          | Bangkok, Tailandia                  | Decisión                           | 5                   | 3:00                |
| 2006-02-21                                                                                                   | Derrota             | Sripattanalak Kiat Por.Chaideat  | Lumpinee Stadium                                          | Bangkok, Tailandia                  | Decisión                           | 5                   | 3:00                |
| 2005-12-23                                                                                                   | Victoria            | Artapon Por.Khumpai              | Lumpinee Stadium                                          | Bangkok, Tailandia                  | Decisión                           | 5                   | 3:00                |